# Andy Dörner
Andy Elvis Dörner (* 20. Oktober 1976 in Wiesbaden) ist ein deutscher Kraftdreikämpfer. Er belegte bei den Weltmeisterschaften 1999 und 2007 jeweils den 1. Platz in der Kniebeuge, einer Teildisziplin des Kraftdreikampfes. 2007 erreichte Andy Dörner den 1. Platz beim Europa Cup.
Zudem hält er den Weltrekord der Junioren in der Kniebeuge mit 371 kg.

## Erfolge
- 2016 3× Europameister EPFG in Huelva, Spanien (Kniebeuge, Bankdrücken, Kreuzheben)
- 2015 Doppelweltmeister WPFG (Push Pull/Bankdrücken)
- 2014 Arnold Schwarzenegger Classics 3. Platz RAW Powerlifting
- Weltmeister 2013 World Police & Fire Games (WPFG), Push and Pull, Gewichtsklasse über 125 kg[1]
- Europameister Kniebeuge 2008
- Vize-Europameister Kraftdreikampf 2008
- Vize-Weltmeister Kniebeuge 2009
- 16facher Medaillengewinner Europa und Weltmeisterschaft[2]
- Deutscher Mannschaftsmeister 1999, 2008, 2009
- 2010, 2008, 2000, 1999, 1998, 1997, 1994: 1. Platz Deutsche Meisterschaft KDK
- 2009: 1. Platz Hessenmeisterschaft KDK
- 2008, 1999: 1. Platz Weltmeisterschaft Kniebeuge
- 2007, 1996: 1. Platz EU-Cup KDK
- 1999 Bronze-Medaille Europa- und Weltmeisterschaft Junioren[3][4]

## Auszeichnungen
- 2009: Eintrag ins „Goldene Buch“ der Stadt Hofheim
- 1999, 2008: Powerlifter des Jahres des Bundesverbandes Deutscher Kraftdreikämpfer (BVDK)